# Janice Soprano

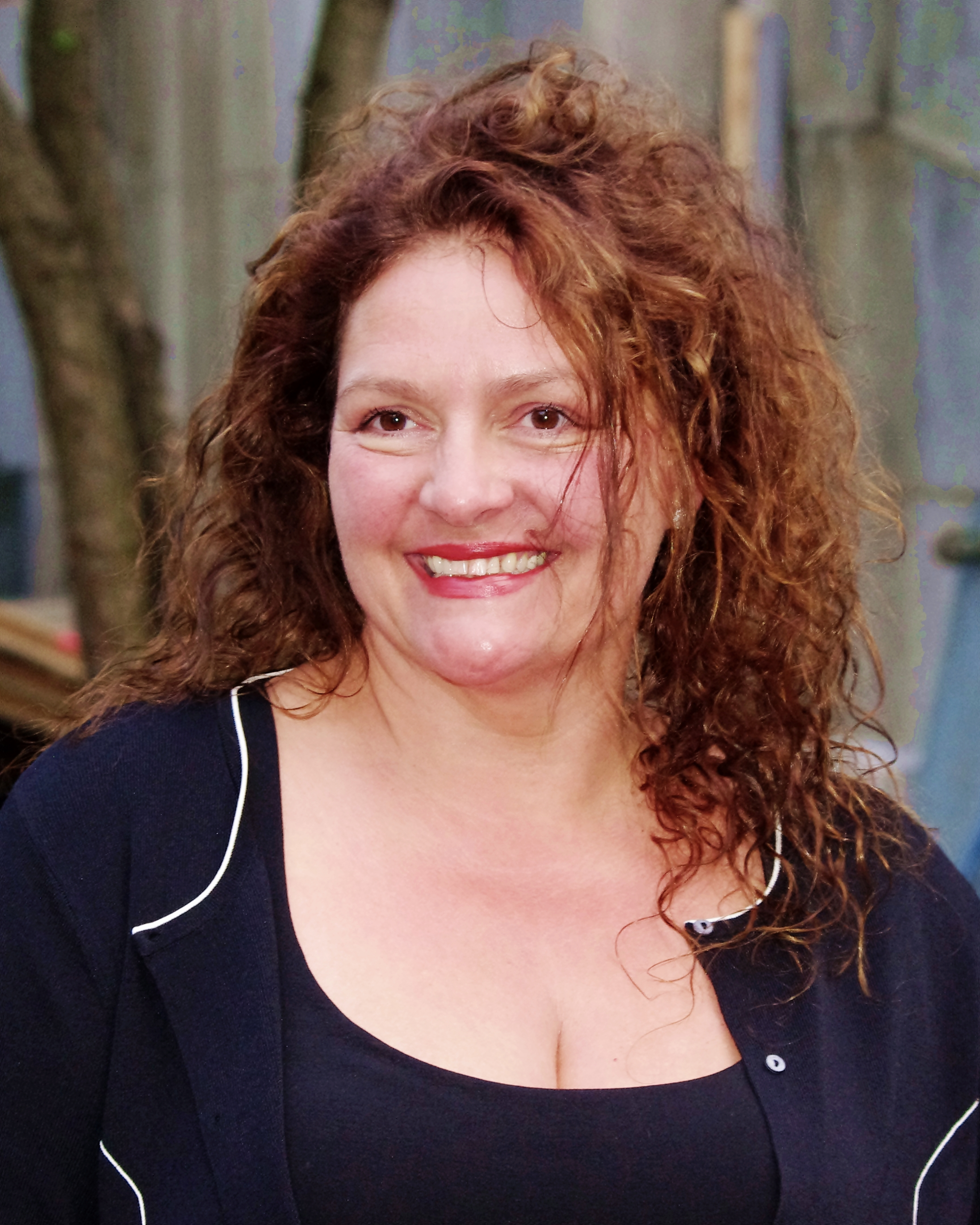
Aida Turturro

Janice Soprano Baccalieri (n. cca. 1958), interpretată de Aida Turturro, este un personaj fictiv în seria televizată distribuită de HBO, Clanul Soprano. Este sora mai mare a lui Tony Soprano. O Janice în tinerețe mai apare în flashbackuri unde este jucată de Madeline Blue și Juliet Fox.